# Guduru
Guduru är ett distrikt i Etiopien.   Det ligger i regionen Oromia, i den centrala delen av landet, 140 km väster om huvudstaden Addis Abeba.